# Utetheisa rubrosignata
Utetheisa rubrosignata là một loài bướm đêm thuộc phân họ Arctiinae, họ Erebidae.